# Montréal (Gers)
Montréal oder Montréal-du-Gers ist eine französische Stadt mit 1176 Einwohnern (Stand 1. Januar 2022) im Département Gers in der Region Okzitanien. Sie gehört zum Kanton Armagnac-Ténarèze im Arrondissement Condom. Durch den Ort führt der Fernwanderweg GR 65, der weitgehend dem historischen Verlauf des französischen Jakobsweges Via Podiensis folgt.
Von der Vereinigung Les plus beaux villages de France wurde Montréal zu einem der schönsten Dörfer Frankreichs erklärt.

## Geografie
Die Stadt liegt in der historischen Region Armagnac im Herzen der Gascogne, die vor allem wegen des dort produzieren Weinbrandes, dem Armagnac bekannt ist. Montréal liegt an der Grenze zum Département Lot-et-Garonne auf einem Hügel oberhalb des Flusses Auzoue, der über die Gélise und Baïse in die Garonne mündet.
Die nächste größere Stadt ist Agen, die man in nordöstlicher Richtung über die Strecke D15 – D931 nach circa 55 Kilometern erreicht. Die nächsten französischen Großstädte sind Toulouse im Südosten (107 Kilometer) und Bordeaux im Nordwesten (117 Kilometer).

## Geschichte
Der Ort entstand an der Stelle eines römischen Oppidums. Er wurde als eines der ersten befestigten Wehrdörfer (Bastide) der Gascogne, am 30. März 1255 von Alphonse de Poitiers gegründet. Alphonse de Poitiers wurde durch seine Heirat 1229 mit Johanna, einer Tochter des Grafen Raymond VII., Herr der Grafschaft Toulouse und Agen. Nachdem beide 1271 auf dem Rückweg vom Siebten Kreuzzug in Italien umgekommen waren, ohne Nachkommen zu hinterlassen, fiel Montréal, wie der Rest des Languedoc, dem französischen König Philipp dem Kühnen zu. Um 1320 wurde Montréal wie viele weitere Städte der Region an das Herzogtum Guyenne angeschlossen, das sich im Besitz der englischen Krone befand. Daraufhin wurde der Ort 1350 im Hundertjährigen Krieg von Karl dem Bösen, König von Navarra, belagert. 1368 wurde der Ort vom französischen König Charles V. dem Herzog von Armagnac übergeben.
Während der Hugenottenkriege wechselte Montréal mehrfach die Besitzer, wobei die Basilika Saint Orens und der Ort von protestantischen Truppen unter Führung von Graf Montgomery weitgehend zerstört wurden.
Erst im 17. Jahrhundert wurde die Basilika wieder aufgebaut und im 19. Jahrhundert der Ortskern mit dem Marktplatz restauriert.

## Bevölkerungsentwicklung
| Jahr                       | 1962 | 1968 | 1975 | 1982 | 1990 | 1999 | 2008 | 2013 | 2020 |
| Einwohner                  | 1893 | 1714 | 1493 | 1326 | 1221 | 1238 | 1269 | 1184 | 1178 |
| Quellen: Cassini und INSEE |      |      |      |      |      |      |      |      |      |

## Sehenswürdigkeiten
- Typische Bauten des 18. Jahrhunderts wie zum Beispiel das Rathaus
- archäologisches Museum
- gallo-römische Villa Séviac aus dem 4. Jahrhundert, seit 1961 freigelegt, mit Peristyl und Therme
- befestigte gotische Stiftskirche Saints-Philippe-et-Jacques aus dem 13. Jahrhundert mit gallo-römischem Mosaik, im 17. Jahrhundert renoviert
- Kirche Saint-Pierre-de-Genens
- Kirche Luzanet, Monument historique
- Schloss Balarin

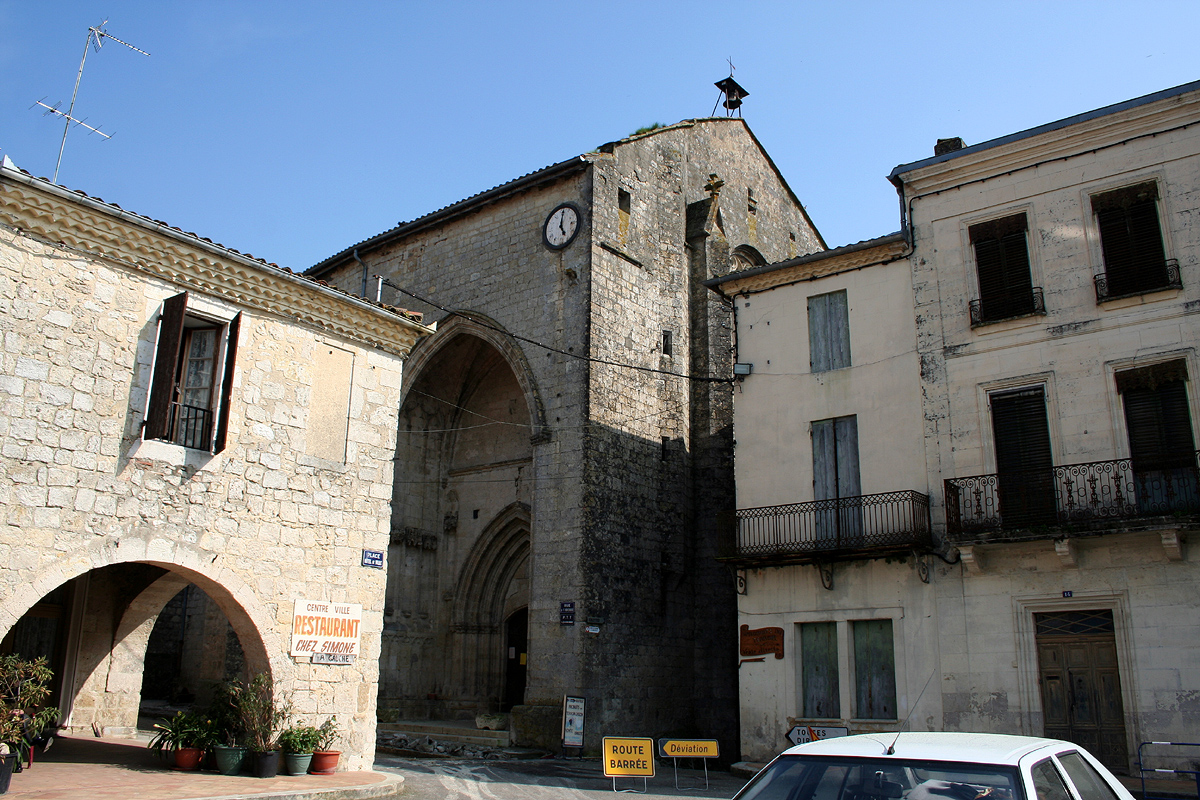
Stiftskirche Saints-Philippe-et-Jacques
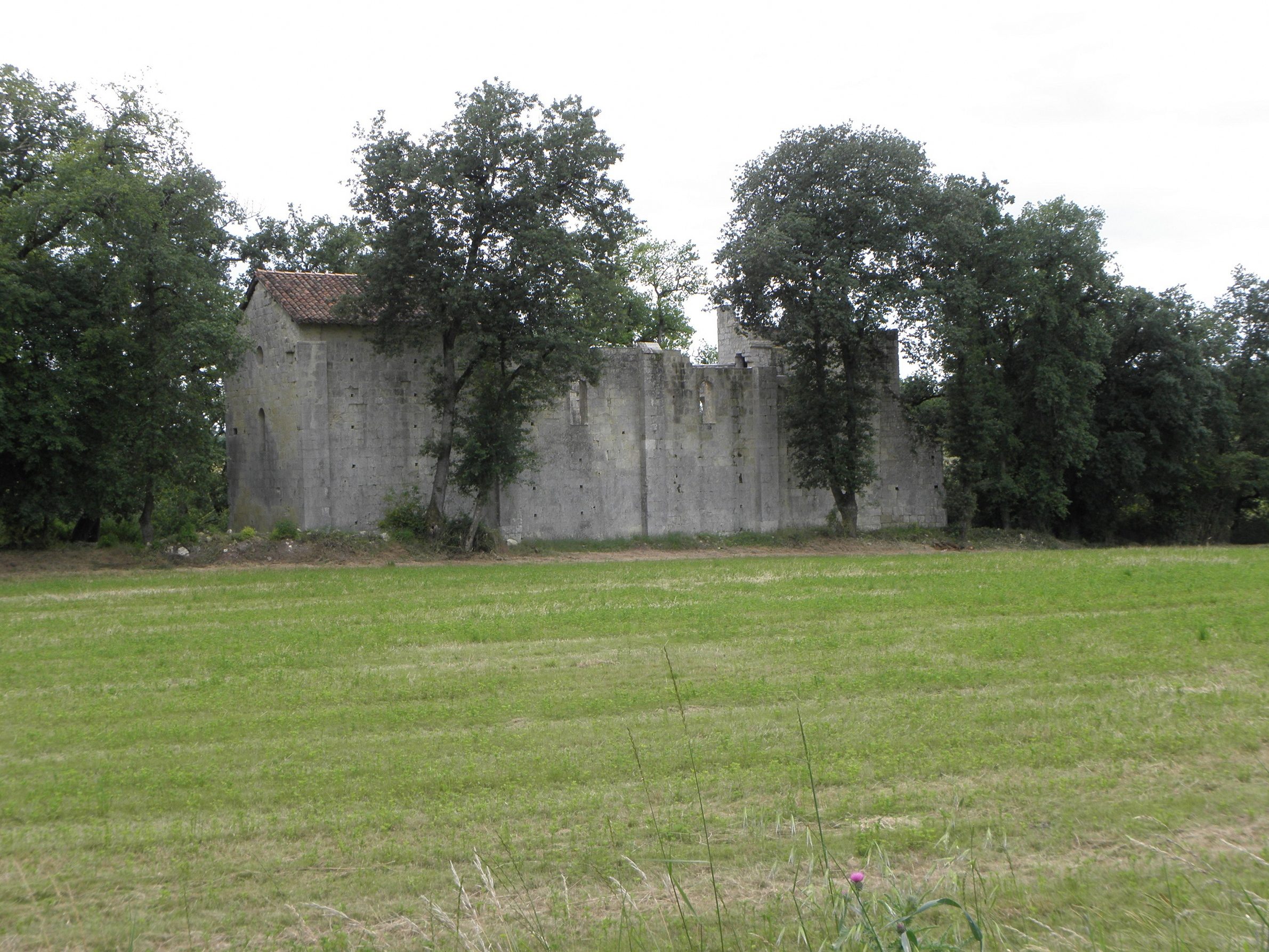
Kirche Saint-Pierre-de-Genens
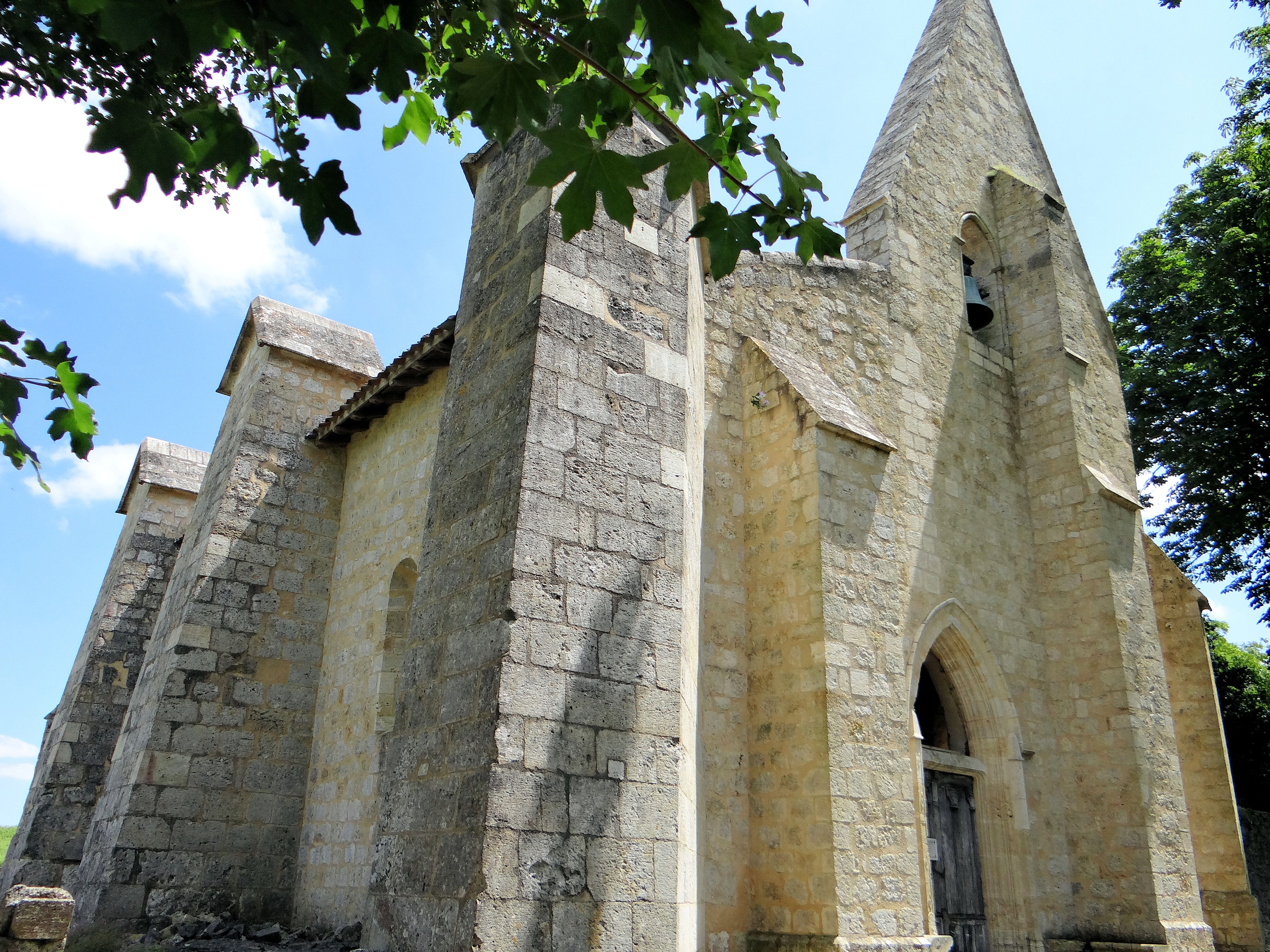
Kirche Luzanet
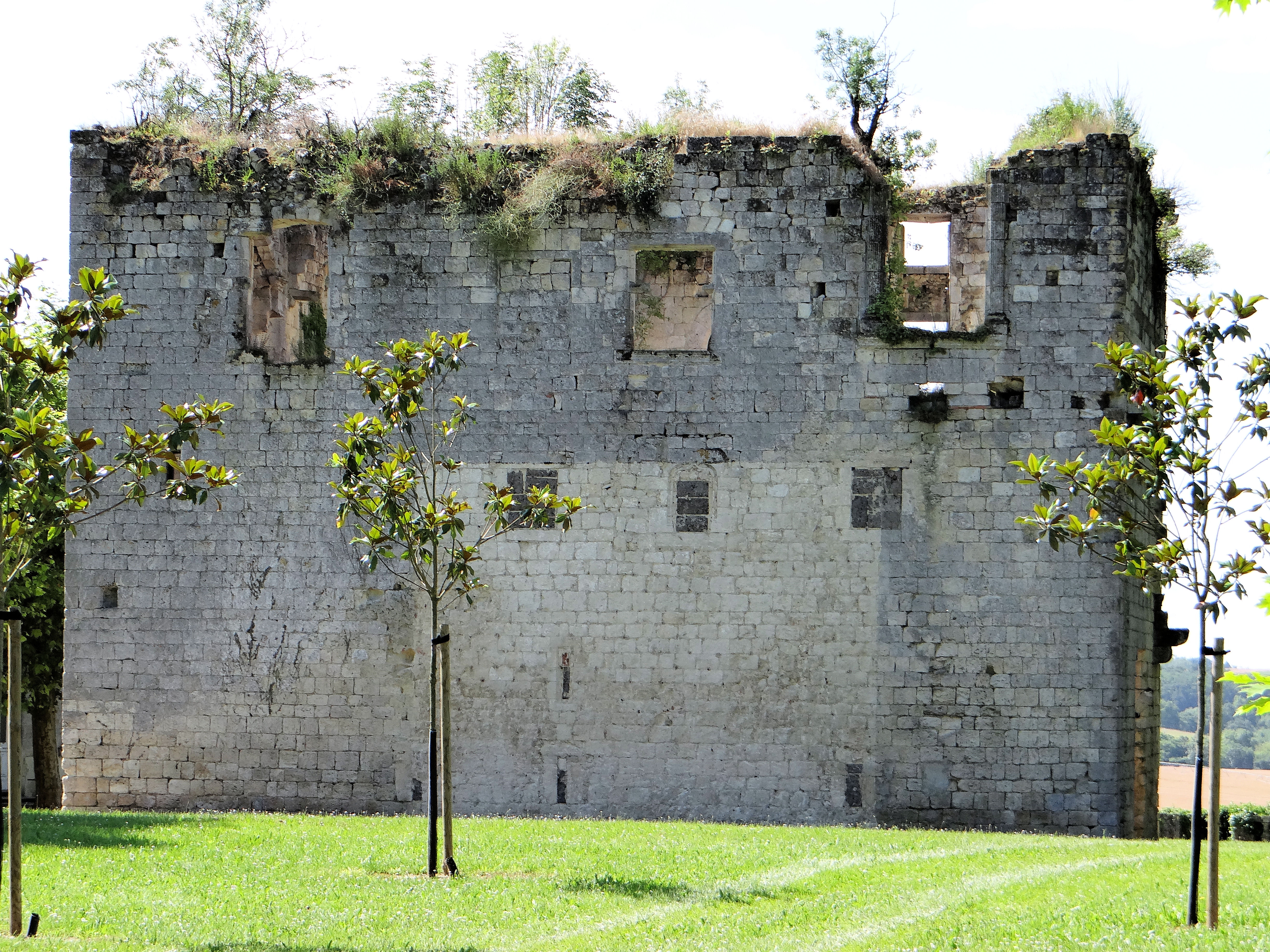
Schloss Balarin

### Jakobsweg (Via Podiensis)
Montréal bietet eine Pilgerherberge (französisch: Gîte d’étape), Hotels und Privatzimmer (französisch: Chambre d’hôtes), sowie eine Touristeninformation.

## Wirtschaft
Die Region ist landwirtschaftlich geprägt. Im Dienstleistungssektor arbeiten ca. 28 % und in der Landwirtschaft ca. 17 % Einwohner des Arrondissement de Condom. Lokale Produktionsschwerpunkte sind Wein und Obst. Aus dem Wein wird der Armagnac hergestellt.

## Gemeindepartnerschaft
- Wittisheim, Frankreich